# Lista foștilor membri ai Camerei Reprezentanților Statelor Unite ale Americii: F
Această este o listă a foștilor membri ai Camerei Reprezentanților Statelor Unite ale Americii al căror nume de familie începe cu litera F.
| Reprezentant                 | Ani                             | Stat           | Partid                        |
| ---------------------------- | ------------------------------- | -------------- | ----------------------------- |
| Charles I. Faddis            | 1933-1942                       | Pennsylvania   | Democrat                      |
| John Fairfield               | 1835-1838                       | Maine          | Democrat                      |
| Louis W. Fairfield           | 1917-1925                       | Indiana        | Republican                    |
| Jacob Falconer               | 1913-1915                       | Washington     | Progresist                    |
| George Fallon                | 1945-1971                       | Maryland       | Democrat                      |
| James J. Faran               | 1845-1849                       | Ohio           | Democrat                      |
| George W. Faris              | 1895-1901                       | Indiana        | Republican                    |
| Isaac G. Farlee              | 1843-1845                       | New Jersey     | Democrat                      |
| E. Wilder Farley             | 1853-1855                       | Maine          | Whig                          |
| James I. Farley              | 1933-1939                       | Indiana        | Democrat                      |
| Billie S. Farnum             | 1965-1967                       | Michigan       | Democrat                      |
| John H. Farquhar             | 1865-1867                       | Indiana        | Republican                    |
| Evarts W. Farr               | 1879-1880                       | New Hampshire  | Republican                    |
| James Farrington             | 1837-1839                       | New Hampshire  | Democrat                      |
| Samuel Farrow                | 1813-1815                       | South Carolina | Democrat-Republican           |
| Sewall S. Farwell            | 1881-1883                       | Iowa           | Republican                    |
| John G. Fary                 | 1975-1983                       | Illinois       | Democrat                      |
| Dante Fascell                | 1955-1993                       | Florida        | Democrat                      |
| Jacob Sloat Fassett          | 1905-1911                       | New York       | Republican                    |
| Charles J. Faulkner          | 1851-1853                       | Virginia       | Whig                          |
| Charles J. Faulkner          | 1853-1859                       | Virginia       | Democrat                      |
| Charles J. Faulkner          | 1875-1877                       | West Virginia  | Democrat                      |
| George K. Favrot             | 1907-1909, 1921-1925            | Louisiana      | Democrat                      |
| Vic Fazio                    | 1979-1999                       | California     | Democrat                      |
| Lewis P. Featherstone        | 1890-1891                       | Arkansas       | Muncitoresc                   |
| Ed Feighan                   | 1983-1993                       | Ohio           | Democrat                      |
| Michael A. Feighan           | 1943-1971                       | Ohio           | Democrat                      |
| John Myers Felder            | 1831-1833                       | South Carolina | Democrat                      |
| John Myers Felder            | 1833-1835                       | South Carolina | Nullifier                     |
| Frank Fellows                | 1941-1951                       | Maine          | Republican                    |
| Charles N. Felton            | 1885-1889                       | California     | Republican                    |
| William Harrell Felton       | 1875-1881                       | Georgia        | Independent Democrat          |
| E. Hart Fenn                 | 1921-1931                       | Connecticut    | Republican                    |
| Millicent Fenwick            | 1975-1983                       | New Jersey     | Republican                    |
| Phil Ferguson                | 1935-1941                       | Oklahoma       | Democrat                      |
| Harvey B. Fergusson          | 1912-1915                       | New Mexico     | Democrat                      |
| Antonio M. Fernández         | 1943-1956                       | New Mexico     | Democrat                      |
| Joachim O. Fernandez         | 1931-1941                       | Louisiana      | Democrat                      |
| Geraldine Ferraro            | 1979-1985                       | New York       | Democrat                      |
| Thomas M. Ferrell            | 1883-1885                       | New Jersey     | Democrat                      |
| Scott Ferris                 | 1907-1921                       | Oklahoma       | Democrat                      |
| Orris S. Ferry               | 1859-1861                       | Connecticut    | Republican                    |
| Thomas W. Ferry              | 1865-1871                       | Michigan       | Republican                    |
| Samuel C. Fessenden          | 1861-1863                       | Maine          | Republican                    |
| T. A. D. Fessenden           | 1862-1863                       | Maine          | Republican                    |
| William P. Fessenden         | 1841-1843                       | Maine          | Whig                          |
| Bobbi Fiedler                | 1981-1987                       | California     | Republican                    |
| William H. F. Fiedler        | 1883-1885                       | New Jersey     | Democrat                      |
| Moses W. Field               | 1873-1875                       | Michigan       | Republican                    |
| Scott Field                  | 1903-1907                       | Texas          | Democrat                      |
| George B. Fielder            | 1893-1895                       | New Jersey     | Democrat                      |
| Cleo Fields                  | 1993-1997                       | Louisiana      | Democrat                      |
| Jack Fields                  | 1981-1997                       | Texas          | Republican                    |
| Millard Fillmore             | 1833-1835, 1837-1843            | New York       | Whig                          |
| John Van Lear Findlay        | 1883-1887                       | Maryland       | Democrat                      |
| William Findley              | 1791-1795                       | Pennsylvania   | Anti-Administrație            |
| William Findley              | 1795-1799, 1803-1817            | Pennsylvania   | Democrat-Republican           |
| John F. Finerty              | 1883-1885                       | Illinois       | Independent Democrat          |
| Eric Fingerhut               | 1993-1995                       | Ohio           | Democrat                      |
| David E. Finley              | 1899-1917                       | South Carolina | Democrat                      |
| Jesse J. Finley              | 1876-1877, 1879, 1881-1882      | Florida        | Democrat                      |
| Edward R. Finnegan           | 1961-1964                       | Illinois       | Democrat                      |
| Hamilton Fish                | 1843-1845                       | New York       | Whig                          |
| Hamilton Fish II             | 1909-1911                       | New York       | Republican                    |
| Hamilton Fish III            | 1920-1945                       | New York       | Republican                    |
| Hamilton Fish IV             | 1969-1995                       | New York       | Republican                    |
| David Fisher                 | 1847-1849                       | Ohio           | Whig                          |
| George Fisher                | 1829-1830                       | New York       | Național Republican           |
| George P. Fisher             | 1861-1863                       | Delaware       | Unionist                      |
| Hubert Fisher                | 1917-1931                       | Tennessee      | Democrat                      |
| John Fisher                  | 1869-1871                       | New York       | Republican                    |
| O. C. Fisher                 | 1943-1974                       | Texas          | Democrat                      |
| Spencer O. Fisher            | 1885-1889                       | Michigan       | Democrat                      |
| James Fisk                   | 1805-1809, 1811-1815            | Vermont        | Democrat-Republican           |
| Graham N. Fitch              | 1849-1853                       | Indiana        | Democrat                      |
| Thomas Fitch                 | 1869-1871                       | Nevada         | Republican                    |
| Samuel M. Fite               | 1875                            | Tennessee      | Democrat                      |
| Floyd Fithian                | 1975-1983                       | Indiana        | Democrat                      |
| John "Honey Fitz" Fitzgerald | 1895-1901, 1919                 | Massachusetts  | Democrat                      |
| William Fitzgerald           | 1831-1833                       | Tennessee      | Democrat                      |
| William J. Fitzgerald        | 1937-1939, 1941-1943            | Connecticut    | Democrat                      |
| Mike Fitzpatrick             | 2005-2007                       | Pennsylvania   | Republican                    |
| Morgan C. Fitzpatrick        | 1903-1905                       | Tennessee      | Democrat                      |
| Thomas Fitzsimons            | 1789-1794                       | Pennsylvania   | Pro-Administrație             |
| Orvin B. Fjare               | 1955-1957                       | Montana        | Republican                    |
| Lawrence J. Flaherty         | 1925-1926                       | California     | Republican                    |
| Thomas A. Flaherty           | 1937-1943                       | Massachusetts  | Democrat                      |
| De Witt C. Flanagan          | 1902-1903                       | New Jersey     | Democrat                      |
| Benjamin Flanders            | 1862-1863                       | Louisiana      | Unionist                      |
| Frederick G. Fleetwood       | 1923-1925                       | Vermont        | Republican                    |
| William B. Fleming           | 1879                            | Georgia        | Democrat                      |
| William Henry Fleming        | 1897-1903                       | Georgia        | Democrat                      |
| Charles K. Fletcher          | 1947-1949                       | California     | Republican                    |
| Ernie Fletcher               | 1999-2003                       | Kentucky       | Republican                    |
| Isaac Fletcher               | 1837-1841                       | Vermont        | Democrat                      |
| Loren Fletcher               | 1893-1903, 1905-1907            | Minnesota      | Republican                    |
| James P. Flick               | 1889-1893                       | Iowa           | Republican                    |
| Ronnie Flippo                | 1977-1991                       | Alabama        | Democrat                      |
| Daniel J. Flood              | 1945-1947, 1949-1953, 1955-1980 | Pennsylvania   | Democrat                      |
| Elias Florence               | 1843-1845                       | Ohio           | Whig                          |
| James Florio                 | 1975-1990                       | New Jersey     | Democrat                      |
| Walter Flowers               | 1969-1979                       | Alabama        | Democrat                      |
| John Floyd                   | 1827-1829                       | Georgia        | Democrat                      |
| John C. Floyd                | 1905-1915                       | Arkansas       | Democrat                      |
| William Floyd                | 1789-1791                       | New York       | Anti-Administrație            |
| Edwin Flye                   | 1876-1877                       | Maine          | Republican                    |
| Gerald T. Flynn              | 1959-1961                       | Wisconsin      | Democrat                      |
| Jack Flynt                   | 1953-1979                       | Georgia        | Democrat                      |
| John E. Fogarty              | 1941-1944, 1945-1967            | Rhode Island   | Democrat                      |
| Thomas M. Foglietta          | 1981-1997                       | Pennsylvania   | Democrat                      |
| James B. Foley               | 1857-1859                       | Indiana        | Democrat                      |
| John R. Foley                | 1959-1961                       | Maryland       | Democrat                      |
| Mark Foley                   | 1995-2006                       | Florida        | Republican                    |
| Tom Foley                    | 1965-1995                       | Washington     | Democrat                      |
| Samuel A. Foot               | 1819-1821                       | Connecticut    | Federalist                    |
| Samuel A. Foot               | 1823-1825                       | Connecticut    | Democrat-Republican           |
| Samuel A. Foot               | 1833-1834                       | Connecticut    | Național Republican           |
| Solomon Foot                 | 1843-1847                       | Vermont        | Whig                          |
| Ellsworth B. Foote           | 1947-1949                       | Connecticut    | Republican                    |
| Aime Forand                  | 1937-1939, 1941-1961            | Rhode Island   | Democrat                      |
| Michael Forbes               | 1995-1999                       | New York       | Republican                    |
| Michael Forbes               | 1999-2001                       | New York       | Democrat                      |
| George Ford                  | 1885-1887                       | Indiana        | Democrat                      |
| Gerald Ford                  | 1949-1973                       | Michigan       | Republican                    |
| Harold Ford, Jr.             | 1997-2007                       | Tennessee      | Democrat                      |
| Harold Ford, Sr.             | 1975-1997                       | Tennessee      | Democrat                      |
| Leland M. Ford               | 1939-1943                       | California     | Republican                    |
| Melbourne H. Ford            | 1887-1889, 1891                 | Michigan       | Democrat                      |
| Thomas F. Ford               | 1933-1945                       | California     | Democrat                      |
| William D. Ford              | 1965-1995                       | Michigan       | Democrat                      |
| Joseph W. Fordney            | 1899-1923                       | Michigan       | Republican                    |
| Ed Foreman                   | 1963-1965                       | Texas          | Republican                    |
| Ed Foreman                   | 1969-1971                       | New Mexico     | Republican                    |
| John B. Forester             | 1833-1835                       | Tennessee      | Democrat                      |
| John B. Forester             | 1835-1837                       | Tennessee      | Național Republican           |
| Samuel C. Forker             | 1871-1873                       | New Jersey     | Democrat                      |
| William H. Forney            | 1875-1893                       | Alabama        | Democrat                      |
| Thomas Forrest               | 1819-1821, 1822-1823            | Pennsylvania   | Federalist                    |
| Uriah Forrest                | 1793-1794                       | Maryland       | Pro-Administrație             |
| Tic Forrester                | 1951-1965                       | Georgia        | Democrat                      |
| John Forsyth                 | 1813-1818, 1823-1825            | Georgia        | Democrat-Republican           |
| John Forsyth                 | 1825-1827                       | Georgia        | Democrat                      |
| Albert P. Forsythe           | 1879-1881                       | Illinois       | Greenbacker                   |
| Edwin B. Forsythe            | 1970-1984                       | New Jersey     | Republican                    |
| Franklin W. Fort             | 1925-1931                       | New Jersey     | Republican                    |
| Tomlinson Fort               | 1827-1829                       | Georgia        | Democrat                      |
| Chauncey Forward             | 1826-1831                       | Pennsylvania   | Democrat                      |
| Walter Forward               | 1822-1825                       | Pennsylvania   | Democrat-Republican           |
| Eugene Foss                  | 1910-1911                       | Massachusetts  | Democrat                      |
| Abiel Foster                 | 1789-1791                       | New Hampshire  | Pro-Administrație             |
| Abiel Foster                 | 1795-1803                       | New Hampshire  | Federalist                    |
| David J. Foster              | 1901-1912                       | Vermont        | Republican                    |
| John H. Foster               | 1905-1909                       | Indiana        | Republican                    |
| Nathaniel G. Foster          | 1855-1857                       | Georgia        | American                      |
| Stephen Clark Foster         | 1857-1861                       | Maine          | Republican                    |
| Thomas Flournoy Foster       | 1829-1835                       | Georgia        | Democrat                      |
| Thomas Flournoy Foster       | 1841-1843                       | Georgia        | Whig                          |
| Wilder D. Foster             | 1871-1873                       | Michigan       | Republican                    |
| George E. Foulkes            | 1933-1935                       | Michigan       | Democrat                      |
| Charles N. Fowler            | 1895-1911                       | New Jersey     | Republican                    |
| Samuel Fowler                | 1833-1837                       | New Jersey     | Democrat                      |
| Samuel Fowler                | 1889-1893                       | New Jersey     | Democrat                      |
| Tillie K. Fowler             | 1993-2001                       | Florida        | Republican                    |
| Wyche Fowler                 | 1977-1987                       | Georgia        | Democrat                      |
| William H. Frankhauser       | 1921                            | Michigan       | Republican                    |
| John R. Franklin             | 1853-1855                       | Maryland       | Whig                          |
| Bob Franks                   | 1993-2001                       | New Jersey     | Republican                    |
| Gary Franks                  | 1991-1997                       | Connecticut    | Republican                    |
| Donald M. Fraser             | 1963-1979                       | Minnesota      | Democrat-Țărănist-Muncitoresc |
| James B. Frazier, Jr.        | 1949-1963                       | Tennessee      | Democrat                      |
| James A. Frear               | 1913-1935                       | Wisconsin      | Republican                    |
| Benjamin T. Frederick        | 1885-1887                       | Iowa           | Democrat                      |
| John D. Fredericks           | 1923-1927                       | California     | Republican                    |
| Arthur M. Free               | 1921-1933                       | California     | Republican                    |
| James C. Freeman             | 1873-1875                       | Georgia        | Republican                    |
| Jonathan Freeman             | 1797-1801                       | New Hampshire  | Federalist                    |
| Richard P. Freeman           | 1915-1933                       | Connecticut    | Republican                    |
| Romeo H. Freer               | 1899-1901                       | West Virginia  | Republican                    |
| Peter Frelinghuysen, Jr.     | 1953-1975                       | New Jersey     | Republican                    |
| Burton L. French             | 1903-1909, 1911-1915, 1917-1933 | Idaho          | Republican                    |
| Carlos French                | 1887-1889                       | Connecticut    | Democrat                      |
| Ezra B. French               | 1859-1861                       | Maine          | Republican                    |
| Bill Frenzel                 | 1971-1991                       | Minnesota      | Republican                    |
| Louis Frey, Jr.              | 1969-1979                       | Florida        | Republican                    |
| Samuel Friedel               | 1953-1971                       | Maryland       | Democrat                      |
| Frank W. Fries               | 1937-1941                       | Illinois       | Democrat                      |
| Daniel Frisa                 | 1995-1997                       | New York       | Republican                    |
| Harold Vernon Froehlich      | 1973-1975                       | Wisconsin      | Republican                    |
| Martin Frost                 | 1979-2005                       | Texas          | Democrat                      |
| Jacob Fry, Jr.               | 1835-1839                       | Pennsylvania   | Democrat                      |
| Joseph Fry, Jr.              | 1827-1831                       | Pennsylvania   | Democrat                      |
| William P. Frye              | 1871-1881                       | Maine          | Republican                    |
| J. William Fulbright         | 1943-1945                       | Arkansas       | Democrat                      |
| Benoni S. Fuller             | 1875-1879                       | Indiana        | Democrat                      |
| Claude A. Fuller             | 1929-1939                       | Arkansas       | Democrat                      |
| George Fuller                | 1844-1845                       | Pennsylvania   | Democrat                      |
| Henry Mills Fuller           | 1851-1853                       | Pennsylvania   | Whig                          |
| Henry Mills Fuller           | 1855-1857                       | Pennsylvania   | Opoziționist                  |
| Thomas J. D. Fuller          | 1849-1857                       | Maine          | Democrat                      |
| William E. Fuller            | 1885-1889                       | Iowa           | Republican                    |
| David Fullerton              | 1819-1820                       | Pennsylvania   | Democrat-Republican           |
| Hampton P. Fulmer            | 1921-1944                       | South Carolina | Democrat                      |
| Willa L. Fulmer              | 1944-1945                       | South Carolina | Democrat                      |
| Elmer L. Fulton              | 1907-1909                       | Oklahoma       | Democrat                      |
| James G. Fulton              | 1945-1971                       | Pennsylvania   | Republican                    |
| Richard Fulton               | 1963-1975                       | Tennessee      | Democrat                      |
| Edward H. Funston            | 1884-1894                       | Kansas         | Republican                    |
| Don Fuqua                    | 1963-1987                       | Florida        | Democrat                      |
| Foster Furcolo               | 1949-1952                       | Massachusetts  | Democrat                      |
| Grant Furlong                | 1943-1945                       | Pennsylvania   | Democrat                      |
| Allen J. Furlow              | 1925-1929                       | Minnesota      | Republican                    |
| Elizabeth Furse              | 1993-1999                       | Oregon         | Democrat                      |